# Saúde (São Paulo)
Pour les articles homonymes, voir Saúde.
Saúde est un district de la Zone sud de la municipalité de São Paulo, inclus dans la région de la sous-préfecture de Vila Mariana.
Le quartier est desservi par la ligne 1-Bleue du métro de São Paulo, avec les stations Praça da Árvore, Saúde et São Judas.

## Histoire
L'origine du quartier remonte à un endroit où les tropeiros s'arrêtaient, appelé Cruz das Almas (« Croix des Âmes »), du nom de l'existence d'une croix où des bougies étaient allumées et des images de saints étaient placées en l'honneur des morts. L'une des histoires qui ont survécu pendant des siècles raconte que, sur place, des voleurs ont assassiné deux frères tropeiros gauchos, d'où la création de ce petit sanctuaire. Au XVIIIe siècle, la référence à Cruz das Almas existait dans la mairie.
En 1910, à Cruz das Almas, la chapelle de Santa Cruz (« Sainte-Croix ») a été construite, à l'intersection des rues Santa Cruz et Domingos de Morais (aujourd'hui hors du district). Sept ans plus tard, la chapelle a été élevée au statut de paroisse sous l'invocation de Notre-Dame de la Bonne Santé. En 1928, la construction d'une grande église a commencé. Autour de l'église, un noyau de résidents a émergé, formé principalement par d'immigrants européens de l'est, asiatiques, scandinaves et européens de l'Ouest, en particulier des Russes, des Japonais, des Suédois et des Allemands, dans lesquels les bâtiments nouvellement construits existant à l'époque étaient de style éclectique, de nombreuses immeubles qui existaient à l'époque ont cessé d'exister en raison d'intenses décaractérisations[Quoi ?] et démolitions qui ont eu lieu plus récemment.

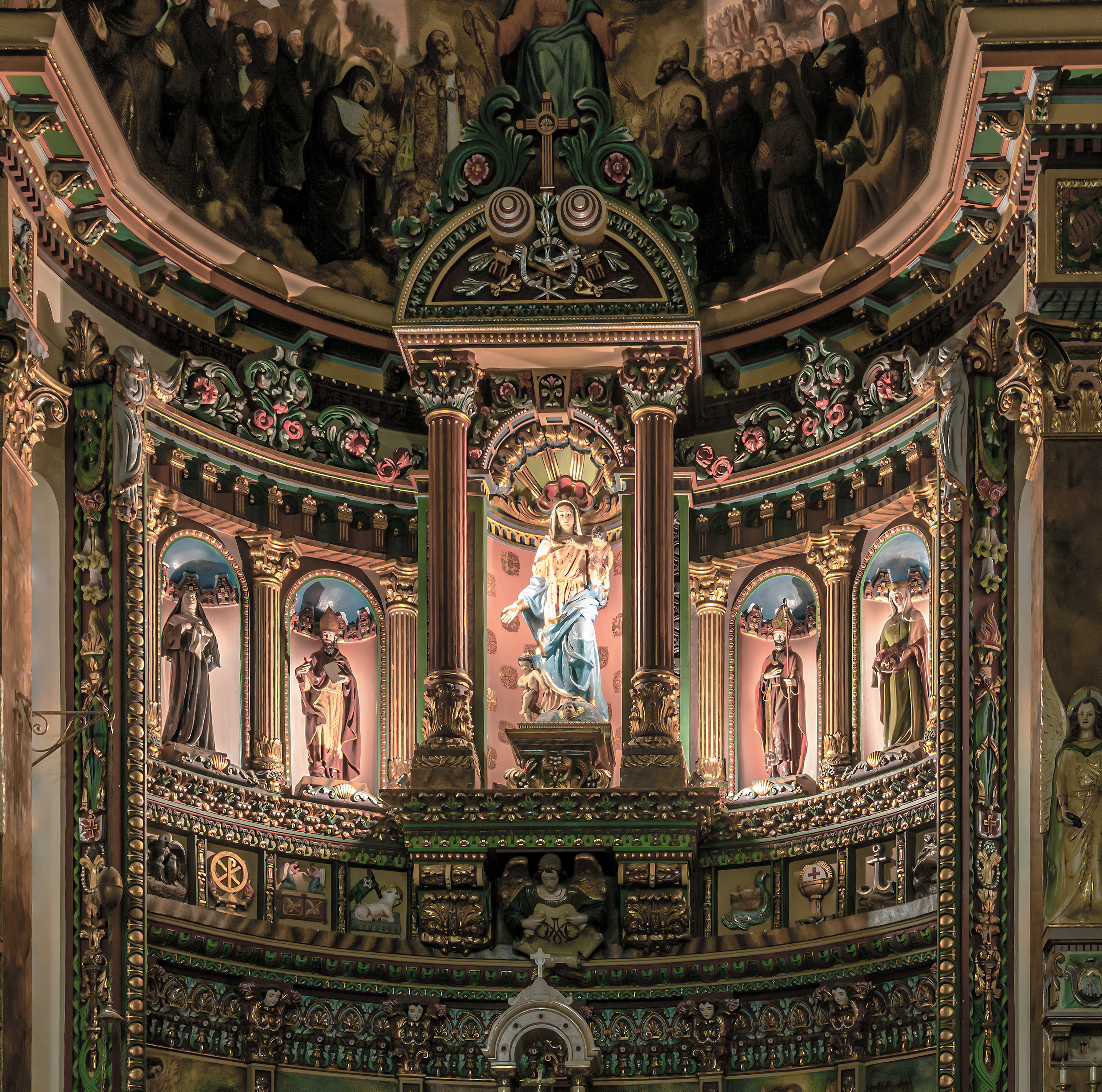
Notre-Dame de la Bonne Santé.

Au fil du temps, l'ancien nom Nossa Senhora da Saúde (« Notre-Dame de la Santé ») a été abrégé et est devenu simplement Saúde (« Santé »), qui a donné son nom au district créé en 1925. Au XIXe siècle, la mairie avait réservé un grand espace qui devint connu sous le nom de Bosque da Saúde (« Bois de la Santé »). L'endroit était fréquenté les week-ends pour des promenades et des pique-niques. En 1930, le bois est divisé et, dix ans plus tard, la Compagnie City (pt) a loti une zone adjacente au bois. Le lotissement s'appelait Jardim da Saúde (« Jardin de la Santé »). En 1947, la ville nomme les premières rues du quartier,.
Le 14 septembre 1974, le quartier était l'un des premiers à être desservi par le métro de São Paulo. Cela a fini par servir de moteur à la demande immobilière dans la région, ainsi qu'à l'augmentation du commerce et du secteur des services, ce qui fait de Saúde l'un des quartiers avec les meilleures infrastructures pour vivre et travailler dans la capitale.
La région de Saúde est aujourd'hui connue pour la présence d'immigrants japonais, venus dans le quartier à la fois après la Seconde Guerre mondiale, et après la croissance de la colonie japonaise dans la région de Liberdade. Actuellement, des immigrants haïtiens occupent également le quartier, travaillant principalement dans le commerce et l'alimentation.

## Quartiers
Le district de Saúde comprend les quartiers suivants : Vila Clementino, Chácara Inglesa, Mirandópolis, Parque Imperial, Planalto Paulista, Vila Noca, São Judas, Saúde, Vila Cruzeiro do Sul, Bosque da Saúde, Vila Monte Alegre.

## Limites
- Nord : Rua Loefgren.
- Est : Avenida Bosque da Saúde et Avenida Professor Abraão de Moraes.
- Sud : Viaduto Ministro Aliomar Baleeiro, Avenida Afonso D'Escragnolle Taunay, Avenida dos Bandeirantes, Rua Arapuã et Avenida Engenheiro Armando de Arruda Pereira.
- Ouest : Avenida Jurandir et Avenida dos Bandeirantes (limites de l'aéroport de Congonhas), Viaduto João Julião da Costa Aguiar, Avenida Moreira Guimarães et Avenida Rubem Berta.

## Districts adjacents
- Vila Mariana (Nord)
- Cursino (Est)
- Jabaquara (Sud)
- Campo Belo (Sud-ouest)
- Moema (Ouest)